# ツインスクロールターボ

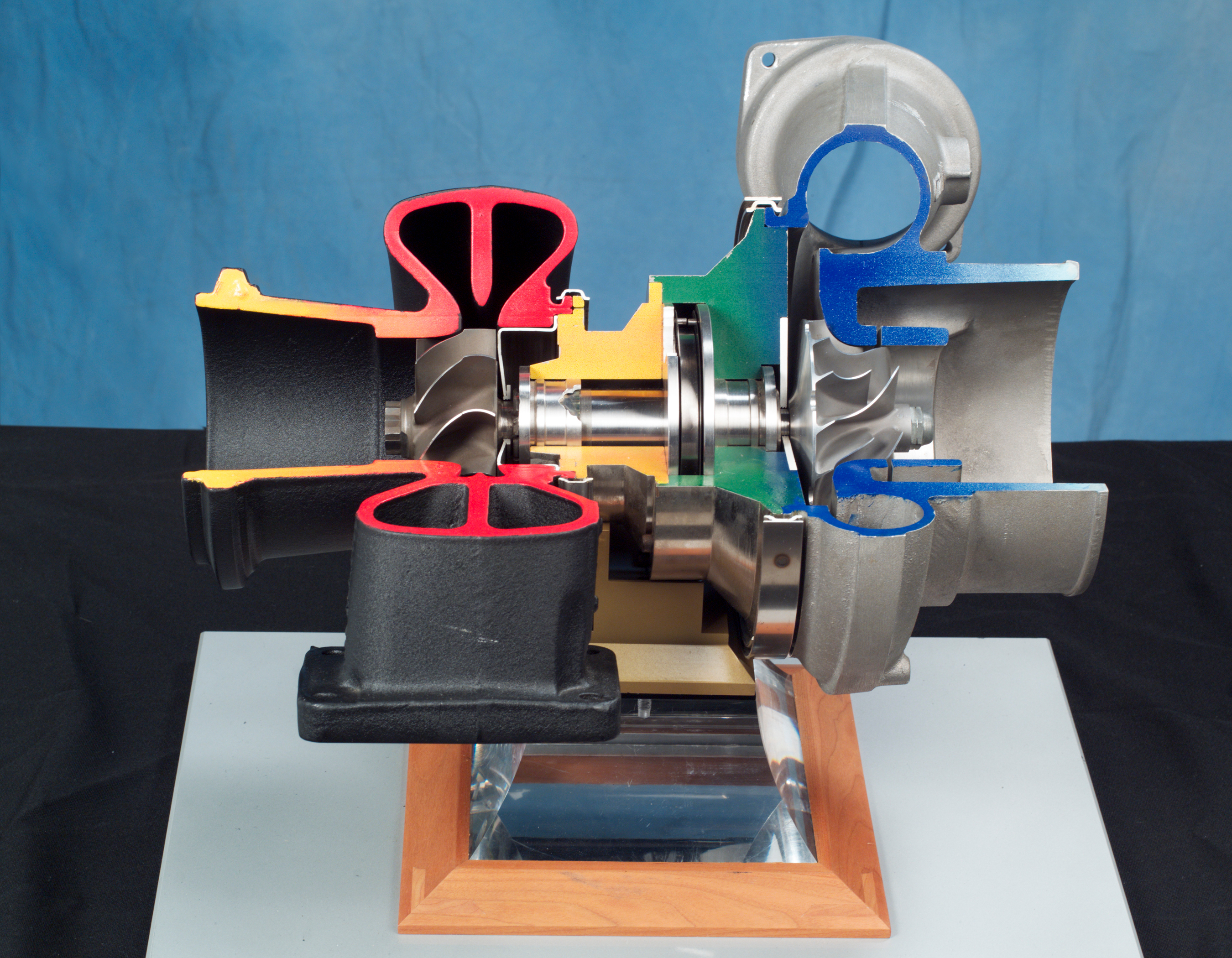
ツインスクロールターボのカットモデル。排気が導入されるタービンハウジング（赤い部分）の内部が二つに分かれている。

ツインスクロールターボ (英語: twin scroll turbo) とは排気通路に特徴のあるターボチャージャー（過給機）で、エキゾーストマニホールドからタービンハウジングへの流路が2つに分割されたものを指す。

## 概要
通常ターボチャージャーを低回転域より作動させるためには、タービンハウジングのA/Rを小さくする。その場合、排気ガスの流路の断面積が狭くなる傾向にあるため、高回転域で排気ガスが流れにくくなり、エンジン出力の頭打ちが早くなる。
それに対しツインスクロールターボは、タービンホイールへの排気ガスを導く流路（エキゾーストマニホールドからタービンハウジング）を2つに分けることにより他気筒からの排気エネルギーの干渉を低減させ、A/Rを小さくすること無く、低回転域でのタービン回転の立ち上がりを早めたもので、低回転域でのレスポンスとパワーを向上させるものである。
シーケンシャルツインターボの様に、低回転域と高回転域等で使うタービンを変えるものでもなく、また可変ノズルターボの様に、機械的にタービンブレードに当たる排気を制御するような機構は備えないため、低回転域以外の特性は一般的なターボと変わらない。
元来、マツダの2代目サバンナRX-7（前期型）に搭載された、分割された2つのスクロール入り口の片方に開閉バルブを設け、タービンブレードに当たる排気ガスの流速と角度を変化させることによって、可変ノズルターボの様な特性を持たせたものをツインスクロールターボと呼んでいたが、近年では、スバル・インプレッサ、スバル・レガシィ、三菱・ランサーエボリューション等に採用されている、切替えバルブを持たない前述のタイプ（自動車技術会ではツインエントリーターボチャージャー、マツダではツイン・インディペンデントスクロールターボと呼ぶ）をツインスクロールターボと呼ぶことが多い。
ツインエントリーターボチャージャーとツインスクロールターボはターボチャージャー単体での構造は非常によく似ている。しかし、前者は排気干渉を低減することを目的とするためターボまでの排気管は2本で接続され、後者は可変ジオメトリーの一種で排気管はターボ入り口までに1本に集合され、セカンダリースクロール入り口にバルブが設置された上で接続されるという違いがある。

## 利点
- シーケンシャルツインターボ同様に、低回転域から過給を始めつつ、中回転域以上では高い最大過給圧を得ることができる。このため、一般的なシングルターボを用いるよりは、低回転域のトルクと高回転域のパワーを両立させやすい。
- スロットル開度が小さい場合（部分負荷状態）においてもターボが効率的に作動するため、スロットルを踏んでからパワーが出るまでの微妙な時間差（ターボラグ）を軽減でき、レスポンスが良くなる。
- 同様の効果が得られるシーケンシャルツインターボに対し、ツインスクロールターボではタービンを1基だけ搭載するため、タービン本体やウェイストゲートバルブ等の補器類がとるスペースを小さくできる。

## 欠点
- レイアウトによっては前述の利点に相反するが、タービンまで流路を2本取り回さなければならないため、スペース的に不利となる場合がある。
- 切替えバルブ付の場合、1つのターボで段階的に過給圧を変化させる機構のため、複雑な電子制御を必要とすることからコストが高くなる。
- ウェイストゲートバルブも2つの流路に対応させなければならないため、コストが高くなる。

## 現状
シーケンシャルツインターボは低回転での過給よりは、高回転域での最大過給圧を重視する傾向があるため、スポーツカーに搭載されることが多い。その影響もあり、ツインスクロールターボは低回転域のトルクを重視するGTカーに搭載されることが多く、一種の棲み分けができている。
本来の目的である「過給によって熱効率を高め、同じ馬力とトルクを得るうえで、自然吸気エンジンに比べて低燃費化を図る」という点では、ツインスクロールターボは優れているとされる。2 Lの自然吸気から1.6 L直噴ツインスクロールターボに切り替えたプジョーは、CO2排出量の低減と車体の大型化・高級化を両立させている好例と言える。

## 搭載車種
トヨタ
- セリカ（ST185型・ST205型 GT-FOUR）
- MR2（SW20型 GTおよびGT-S）
- レクサス・NX（NX200t）

マツダ
- サバンナRX-7（FC型、国産車で初めてツインスクロールターボを搭載した。）
- CX-7（全グレード）
- MPV（23T）
- アクセラ（マツダスピード）
- アテンザ（マツダスピード）

三菱
- ランサーエボリューション（IV - X）
- ミニカ（7代目、4A30型DOHCターボエンジン搭載グレード。以下同様。）
- ミニカトッポ（2代目）
- ブラボー（後期型）
- パジェロミニ（初代および2002年8月以前の2代目）
  - パジェロミニデューク（初代及び2代目）
  - パジェロミニリンクス（初代）

- タウンボックス（2002年8月以前）
- トッポBJ（2002年8月以前）

富士重工（スバル）
- レガシィ (2.0GT系)
- インプレッサ (2.0GT・WRX STI)
- WRX STI (VAB型)
- WRX S4 (VAG型)

ダイハツ
- コペン (L880K型・全グレード)

BMW
- BMW MINI （クーパーS）
- BMW N55、N20エンジン搭載車 （135i、320i、420i、335i、535i、640iなど）

プジョー
- プジョー・207（GT・GTi）
- プジョー・308（全グレード）

ルノー
- ルノー・メガーヌ（ルノー・スポール）

メルセデス・ベンツ
- S450

三菱ふそうトラック・バス
- 三菱ふそう・スーパーグレート（6R10搭載車の一部、6R20および6S10搭載車) 。
- 三菱ふそう・エアロエース／エアロクイーン（6R10搭載車の一部および6S10搭載車)

フォード
- マスタング（S550型、EcoBoost）